# Eurosta floridensis
Eurosta floridensis é uma espécie de tefritídeo do gênero Eurosta da família Tephritidae.

## Distribuição
Distribuido nos Estados Unidos.